# گسلایتینگ
وارونه جلوه دادن حقایق، وارونه‌نمایی، وارونه‌نمایی ذهنی، یا «تحریف واقعیت» یک نوع دستکاری روانی است که در آن فردی یا گروهی تلاش می‌کند ادراک، حافظه یا واقعیت فرد دیگر را زیر سؤال ببرد و او را به شک در مورد عقل، حافظه یا قضاوت خودش بیندازد. این رفتار معمولاً با هدف کنترل کردن، قدرت‌نمایی یا فریب دادن طرف مقابل انجام می‌شود. به این روش، رفتار احمق‌انگارانه و «پدیده چراغ گاز» هم گفته شده است.
مثال: فرض کنید کلیدهای خود را روی میز گذاشته‌اید و کسی آن‌ها را برمی‌دارد. وقتی از او می‌پرسید، پاسخ می‌دهد: «تو اصلاً کلیدها را روی میز نگذاشتی! داری خیالاتی می‌شوی.» بعد از مدتی شما واقعاً به حافظهٔ خود شک می‌کنید.
روش‌های وارونه‌نمایی:
- انکار واقعیت: فرد وارونه‌نما، واقعیت‌های روشن و آشکار را انکار می‌کند؛ مثلاً می‌گوید: «این اتفاق هرگز نیفتاده!»
- بی‌اعتبار کردن احساسات: به فرد مقابل القا می‌شود که احساساتش اشتباه یا اغراق‌آمیز است؛ مثلاً: «تو همیشه زیادی حساسی!»
- تحریف گذشته: فرد وارونه‌نما ممکن است حوادث گذشته را تغییر دهد یا آن‌ها را طور دیگری بازگو کند، به‌طوری که قربانی احساس کند حافظه‌اش درست کار نمی‌کند.
- پرت کردن حواس: با تغییر موضوع یا فرافکنی، فرد مقابل را از اصل ماجرا دور می‌کند.

نتایج وارونه‌نمایی ذهنی
- کاهش اعتمادبه‌نفس و عزت‌نفس
- احساس سردرگمی و عدم اطمینان نسبت به واقعیت
- وابسته شدن به فرد وارونه‌نما برای درک حقیقت
- افسردگی و اضطراب طولانی‌مدت

در زبان انگلیسی به وارونه‌نمایی دهنی، گسلایتینگ (به انگلیسی: Gaslighting) می‌گویند.
وارونه‌نمایی در نهایت به سردرگمی، بی‌ثباتی خلقی و از دست دادن حرمت نفس و اعتمادبه‌نفس شخص مقابل می‌گردد تا جایی که شخص قربانی برای پشتیبانی عاطفی و تأیید اعتبار به شخص مرتکب‌شده تکیه می‌کند. از شدیدترین انواع شستشوی مغزی است و معمولاً افراد روان‌پریش و ضداجتماع (اختلال شخصیت ضداجتماعی ASPD) و مبتلا به اختلال شخصیت خودشیفته (NPD) با تکیه به این روش در کنار روش‌های دیگر بر سایرین چیره می‌گردند. وارونه‌نما سعی می‌کند با سازوکارهایی چون انکار، گمراه‌سازی، ایجاد تناقض و ارائهٔ اطلاعات نادرست، قربانی را ناپایدار ساخته و موجب عدم مشروعیت اعتقادات قربانی گردد.
وارونه‌نمایی زمینهٔ تداوم یافتن آزارهای جنسی، خشونت خانگی و ماندن در رابطهٔ پرخشونت را فراهم می‌کند.

## اقتباس
این اصطلاح در زبان انگلیسی برگرفته از نام نمایش‌نامهٔ دلهره‌آور بریتانیایی (Gas Light) نوشته پاتریک همیلتون است که در ۱۹۳۸ نوشته شد و در ایالات متحده با عنوان خیابان انجل اجرا شد. فیلم‌هایی در ۱۹۴۰ و ۱۹۴۴ (هردو با عنوان Gaslight) از همین نمایش‌نامه اقتباس شده‌اند.
در ایران هم یک تله‌تئاتر با عنوان «چراغ گاز» از روی این نمایشنامه ساخته شده است. مجموعه تلویزیونی (تله تئاتر) آن با بازی مهتاب نصیرپور در نقش بلا، از تلویزیون ایران پخش شده است.
این اصطلاح اکنون در متون روان‌شناسی به کار می‌رود، همچنین در تفاسیر سیاسی و در فلسفه نیز به کار می‌رود. گسلایت (Gaslight) «چراغ گازی» یا «نور چراغ گازی» معنی می‌دهد؛ اما برای اشاره به نوعی فریب و سوءاستفاده روانی به قصد کنترل‌گری استفاده می‌شود.